# Горяшчая сопка
Горяшчая сопка (на руски: Горящая сопка) е активен стратовулкан на остров Симушир, част от веригата на Централните Курилски острови, Сахалинска област на Русия. Някои изследователи приемат, че това не е самостоятелен вулкан, а страничен лавов купол на затихналия вулкан Милна. Предполага се, че е формиран, в края на 19 век.

## Описание
Вулканът е разположен в северната част на остров Симушир, на 4 км от кратера на Милна и върхът му се издига на надморска височина 891 м. Представлява андезитен лавов купол, израснал върху северозападния ерозирал склон на Милна.
Отгоре бездействащият днес вулкан Милна завършва с останки от стара, разрушена калдера, която образува подковообразен вал около вътрешен вулканичен конус. Новообразуваният лавов купол на Горяшчая сопка отсича северозападния му край, поради което новият вулкан може да се развива само на северозапад. Северният край на първоначалния купол е унищожена от мощен, насочен взрив. Днес са съхранени само западният сектор на конуса на Горяшчая сопка и частта, непросредствено допираща се до вулкана Милна.
Кратерът му е запълнен с изпъкнал, екструзивен купол, а склоновете са покрити с агломератна маса, изпод която са се изливали лавови потоци, запечатвайки централния отдушник. Подножието на този купол е с диаметър 1 км. На върха има три сливащи се фуниеобразни експлозивни отвора, разположени в кратер с диаметър 400 м. От Горяшчая сопка се спускат множество потоци от прясна лава, като някои от тях достигат до морето. Образуват неравномерна брегова ивица и границите му са видими по фланговете на Милна.

## Активност
До средата на 19 век няма данни за дейността на Горяшчая сопка. В периода 1842 – 1914 г. са отбелязани 5 експлозивни ерупции на вулкана. Първото регистрирано изригване е от юни 1842 г., когато са наблюдавани силни, до леко умерени изригвания. Следващото става през 1849 г. През септември 1881 капитан Сноу наблюдава изтичане на множество лавови потоци, но по всяка вероятност по онова време куполът все още не е съществувал. Най-вероятно той се е образувал през 1883, като последен етап от дейността през 1881 г.
Формирането на последния лавов поток и на експлозивния кратер става по-късно. Има информация за слаби експлозии през 1914 г. Предполага се, че е имало и още една, последна ерупция, през 1944 година. Наблюдаваната историческа активност се характеризира с предимно леко до умерено изхвърляне на пепел или изригване от стромболийски тип, което е сравнително слабо и достига вулканичен експлозивен индекс едва до 2 – 3. В настоящето в експлозивния кратер на върха на купола и в южната част на основата му се наблюдава само слаба фумаролна активност.